# Saliamonas Banaitis
Saliamonas Banaitis est un imprimeur et banquier lituanien né le 15 juillet 1866 à Vaitiekupiai (lt) et mort le 4 mai 1933 à Kaunas. En 1918, il est l'un des vingt signataires de la déclaration d'indépendance de la Lituanie.

## Biographie
Saliamonas Banaitis s'installe à Kaunas en 1904 et y fonde la première presse d'imprimerie de Lituanie l'année suivante. Il produit des livres et des journaux en lituanien, profitant de la levée de l'interdiction de l'alphabet latin par les autorités russes. Il écrit pour le journal Vilniaus žinios (en) et participe au Grand Seimas de Vilnius (en) en décembre 1905.
En septembre 1917, Banaitis est élu lors de la conférence de Vilnius pour faire partie du Conseil de Lituanie. C'est à ce titre qu'il fait partie des vingt signataires de la déclaration d'indépendance de la Lituanie, le 16 février 1918.
Saliamonas Banaitis est inhumé au cimetière de Petrašiūnai.